# Ruby Ridge

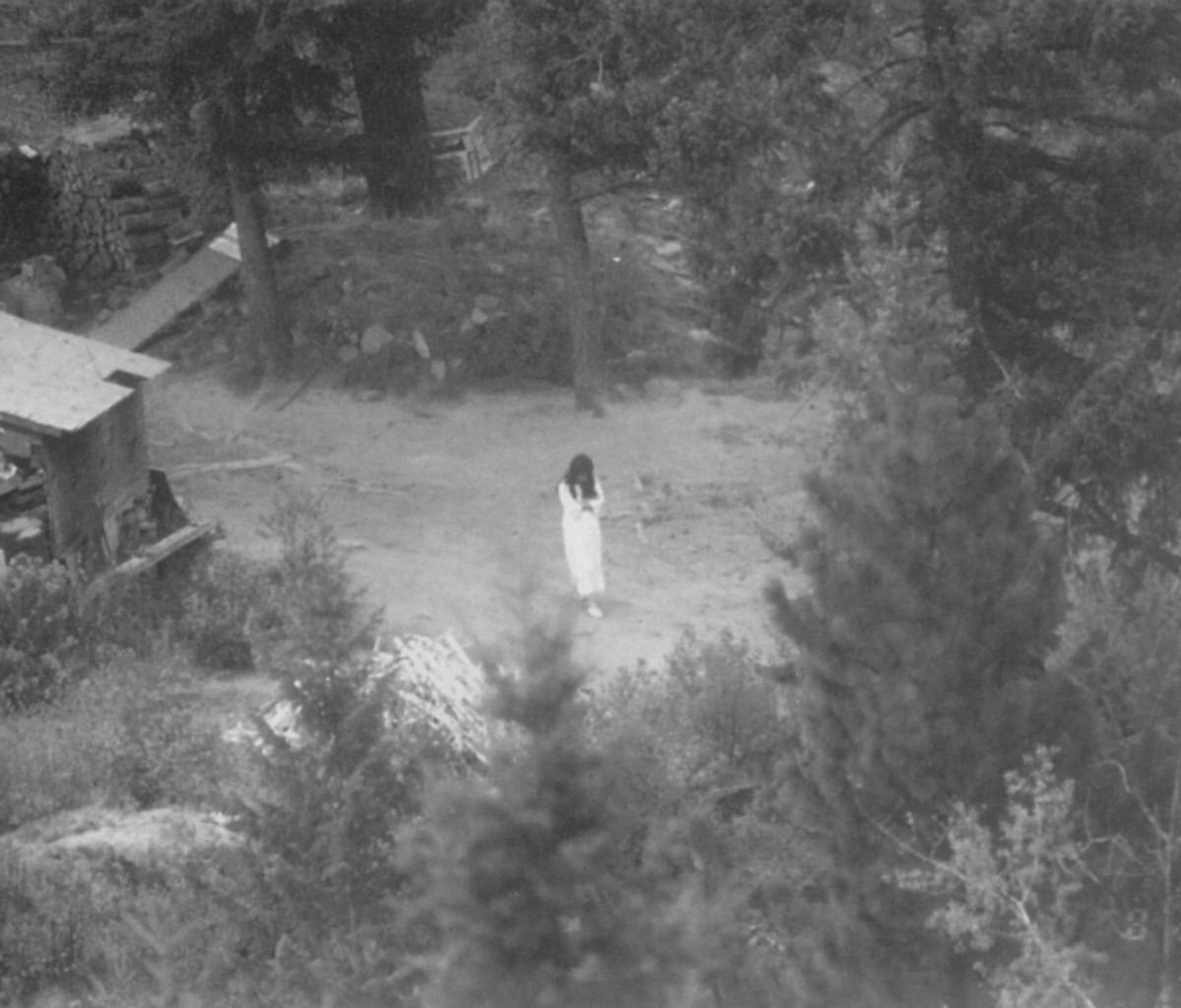
Sista fotografiet av Vicki Weaver, taget den 21 augusti 1992.

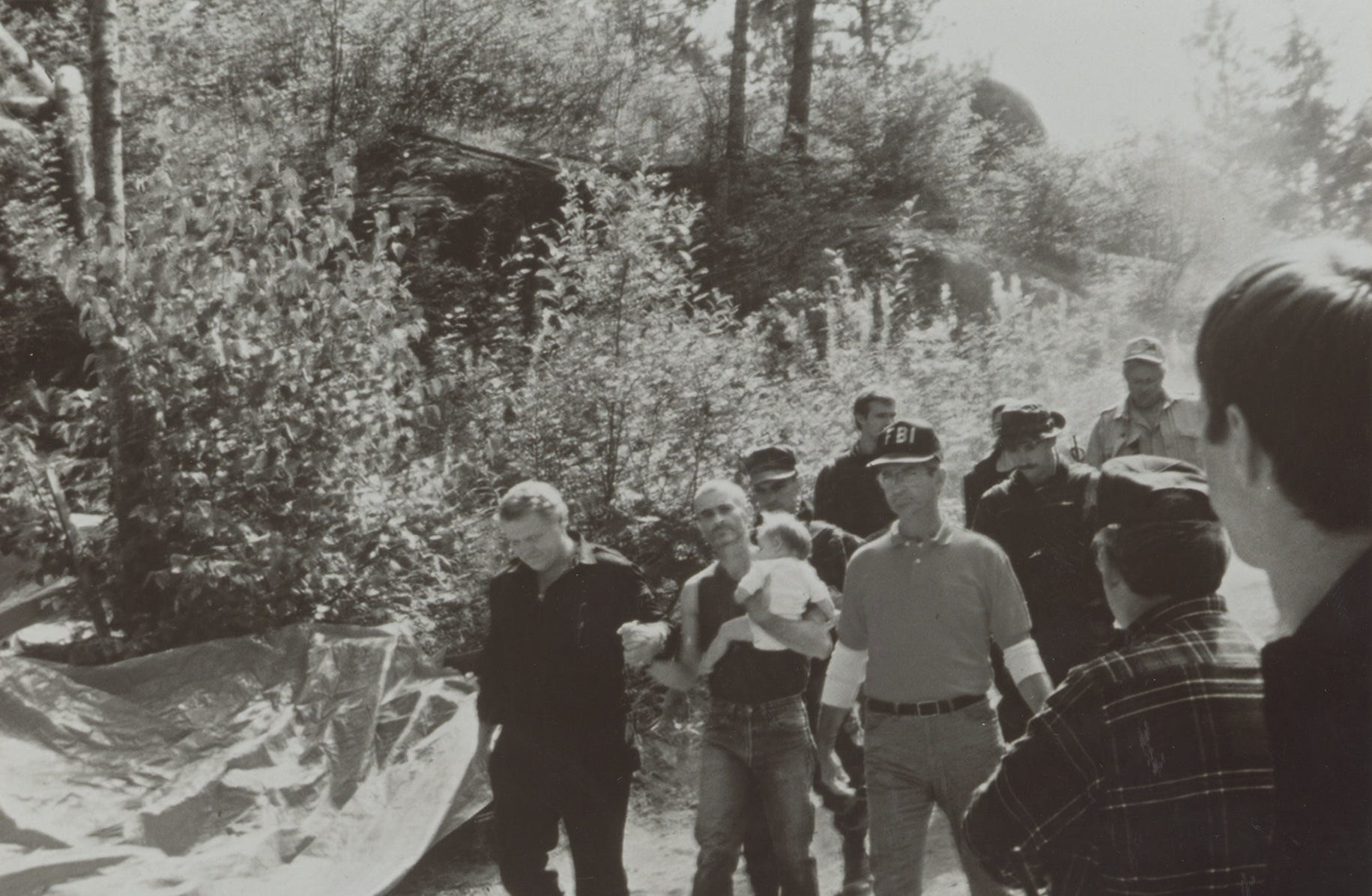
Randy Weaver (med sin dotter i famnen) förs bort av FBI-agenter.

Ruby Ridge är ett bergigt område i norra Idaho i USA. Ruby Ridge blev i augusti 1992 internationellt uppmärksammat, då en konflikt ägde rum mellan en familj i området och US Marshals, FBI. Familjen, som hette Weaver, bestod av makarna Randy och Vicki och deras fyra barn, bland dessa 14-årige Sammy och 16-åriga Sara, samt ett par hundar. Familjen hade flyttat till det skogbeklädda området för att komma bort från vad de uppfattade som det skadliga mångkulturella och liberala samhället. 
Randy Weaver hade kontakt med andra vita separatister och blev så småningom anklagad för brott mot vapenlagen efter en brottsprovokation av en infiltratör. Weaver hävdade dock själv att han sålde lagliga vapen som sedan myndigheterna modifierade till olagliga för att kunna utpressa honom att också bli infiltratör. Randy Weaver uteblev till domstolsförhandlingarna eftersom datumet feldaterats i ett av de brev som skickades till honom.

## Belägringen
Allt detta ledde till att 400 federala agenter beväpnade med automatvapen och stridsfordon intog position utanför Weavers stuga den 22 augusti 1992. Förutom familjen, uppehöll sig även familjens vän Kevin Harris på platsen. Den 14-årige Sammy Weaver och Kevin Harris gav sig ut på en rekognoseringstur med en av familjens hundar. Hundarna reagerade på U.S. Marshals, som också sökte på familjens ägor. När agenterna kommit till statlig mark vid en vägkorsning och där upptagit en försvarsposition, sköts familjens hund och en skottlossning tog sin början. Det råder delade meningar om vad som verkligen hände men dessa fakta finns:
- U.S. Marshal Art Roderick sköt hunden.
- Samuel Weaver sköt mot Art Roderick.
- U.S. Marshal Bill Degan sköt Samuel Weaver genom armbågen.
- Kevin Harris sköt Bill Degan till döds innan han retirerade till huset.
- U.S. Marshal Larry Cooper sköt Samuel Weaver i ryggen när han vänt för att ta sig tillbaka till stugan.

Under denna skottlossning befann sig Randy och Vicki Weaver i stugan tillsammans med sina tre döttrar, varav den yngsta var 10 månader.
Efter skottlossningen vid vägkorsningen tilläts familjen hämta Samuel Weavers kropp hem till gården där de lade honom i ett av uthusen. Samtidigt började nu federala agenter anlända och sätta upp sina försvarsposter. Enligt de regler som FBI jobbar efter får ingen människa skjutas utan verbal förvarning och möjlighet till kapitulation. Vid Ruby Ridge-belägringen antogs ett nytt regelverk, som i stort sett tolkades ad hoc av de prickskyttar som fanns på plats. Reglerna tolkades till att de tre vuxna fick skjutas med dödligt våld så fort de visade sig, med förbehållet att inget skott fick skjutas om det riskerade att skada barnen. Dessa regler fick stor kritik såväl i media som i en statlig utredning efter incidenten.
Reglerna ledde till att Randy Weaver sårades av prickskytteeld i samband med att han, vännen Kevin Harris och den 16-åriga dottern Sara Weaver var på väg in i uthuset för att se till Samuel Weavers kropp. När de retirerade mot huset dödades Vicki Weaver med ett skott genom huvudet där hon stod bakom dörren med sin 10 månader gamla dotter i famnen. Efter detta grep FBI:s ledning in och förkastade det regelverk som agenter på plats använt sig av och situationen hamnade i ett stillastående läge som inte bröts förrän civila medlare kunde förhandla fram ett eldupphör.

## Filmatisering
Händelserna vid Ruby Ridge filmatiserades för TV 1996. I miniserien The Siege at Ruby Ridge spelas Randy Weaver av Randy Quaid, Vicki Weaver av Laura Dern, Sara Weaver av Kirsten Dunst och Sammy Weaver av Bradley Pierce.